# Acanthostigma scopulum
Acanthostigma scopulum är en svampart som först beskrevs av Cooke & Peck, och fick sitt nu gällande namn av Peck 1887. Acanthostigma scopulum ingår i släktet Acanthostigma och familjen Tubeufiaceae.   Inga underarter finns listade i Catalogue of Life.